# Cyathea alderwereltii
Cyathea alderwereltii är en ormbunkeart som beskrevs av Edwin Bingham Copeland. Cyathea alderwereltii ingår i släktet Cyathea och familjen Cyatheaceae. Inga underarter finns listade.